# Riu Coa
El riu Coa (en l'acord ortogràfic del 1945: riu Côa) és un riu portugués que naix a Fóios (Sabugal), més concretament a la serra de Mesas, a 1.175 m d'altitud, proper a la serra de Malcata. Recorre prop de 135 km fins a desembocar al marge esquerre del Duero, prop de Vila Nova de Foz Côa, a 130 m d'altitud. És dels pocs rius portuguesos que fan un recorregut en direcció sud-nord.
El riu Coa recorre la zona fronterera del districte de Guarda, les terres de Ribacoa. Té un clima mediterrani. La zona de Ribacoa és dominada per boscs, pinedes, fortaleses (castells), altiplans i paisatges típics de la <i>Beira</i> Interior.
Ciutats de la zona de Ribacoa: Pinhel, Sabugal i Meda.
Enclou la presa de Sabugal, la presa de Senyor de Monforte i el famós Assut de Vale de Madeira.(1)

## Topònim
Prové del llatí Cuda, posteriorment Coda, amb possible origen en el precelta kut ('senglar') o en el basc kuto ('porc'). Està en l'origen de transcudano, que és relatiu la Ribacoa (adjectiu), natural o habitant de Ribacoa, o antic poble de Lusitània.

## Art prehistòric
Als marges del Coa hi ha un important nucli de gravats d'art rupestre. El lloc fou classificat per la UNESCO en la llista de Patrimoni Mundial al 1998.

## Afluents
- Ribera de Piçarral
- Ribera de Piscos
- Ribera de Cortes
- Ribera de Fonte
- Ribera de Devessa i Ribera de Penha (juntes formen una ribera que desaigua al riu Coa)
- Ribera de Pega i Ribera de Cabras (juntes formen una ribera que desaigua al riu Coa)
- Ribera d'Avelal
- Ribera de Gaiteiros
- Ribera de Ponte da Pedra
- Ribera de Vale de Seada
- Ribera de Tomé
- Ribera de Caldeira
- Ribera de Cadelos
- Rierol de Fonte Barroco
- Ribera de Pena
- Ribera de Nave
- Ribera d'Homem
- Ribera de Seixo
- Ribera de Boi
- Ribera de Palhais
- Ribera d'Arnes
- Ribera de Paiã
- Ribera de Porqueira
- Ribera de Vinhas
- Ribera d'Alcambar
- Ribera de Presa
- Ribera de Rio Gordo
- Rierol de Salgueiros (deu del riu Coa)
- Rierol de Colesinas (deu del riu Coa)
- Riu Massueime
- Riu Noéme
- Riu Cesarão